# Dido abandonada (Paër)
Dido abandonada, PaWV34 (título original en italiano, Didone abbandonata) es una ópera en dos actos del compositor italiano Ferdinando Paër (Parma, 1771 – 1839) con libreto de Pietro Metastasio, cuyo estreno tuvo lugar en el Teatro de las Tullerías de París en 1810.

## Antecedentes
El primer compositor en utilizar el libreto de Metastasio fue Domenico Natale Sarro, quien estrenaría su Didone abbandonata, en este caso en tres actos, en el Teatro San Bartolomé de Nápoles el 1 de febrero de 1724. Desde entonces y a lo largo de un siglo, más de setenta compositores se valieron del mismo libreto para ponerle música. Entre los más destacados podemos encontrar a Albinoni, Haendel, Paisiello o Mercadante. El último sería Carl Gottlieb Reissiger, con su Didone abbandonata estrenada en Dresde en 1824.

## Libreto
Metastasio se inspiró, para la creación de su libreto, en Ovidio y Virgilio. Concretamente en Los fastos del primero y La Eneida del segundo. Se trató de su segunda obra, escrita después de Siface, re di Numidia (1723) y antes de Siroe, re di Persia (1726). Se considera el primer libreto que sigue el modelo apropiado para la ópera seria, el estilo predominante en la ópera italiana durante gran parte del siglo XVIII.
En la versión de Paër intervino también el libretista Stefano Vestris, presumiblemente para reducir a dos actos los tres originales de Metastasio.

## Personajes[2]
| Personaje                                  | Tesitura |
| ------------------------------------------ | -------- |
| Dido, reina de Cartago.                    | soprano  |
| Eneas, héroe troyano.                      | tenor    |
| Jarbas, rey moro bajo el nombre de Arbace. | tenor    |
| Selene, hermana de Dido.                   | soprano  |
| Osmida, confidente de Dido.                | bajo     |
| Araspe, confidente de Jarbas.              | tenor    |

## Argumento
La acción se desarrolla en Cartago. 

Dido, viuda de Siqueo, tras serle asesinado el marido por su hermano Pigmalión, rey de Tiro, huyó con inmensas riquezas a África donde, comprando suficiente territorio, fundó Cartago. 

Fue allí solicitada como esposa por muchos, particularmente por Jarbas, rey de los moros, rehusando siempre, pues decía querer guardar fidelidad a las cenizas del extinto cónyuge. 

Mientras tanto, el troyano Eneas, habiendo sido destruida su patria por los griegos, cuando se dirigía a Italia fue arrastrado por una tempestad hasta las orillas de África, siendo allí recogido y cuidado por Dido, la cual se enamoró de él ardientemente; pero mientras éste se complacía y se demoraba en Cartago por el cariño de la misma, los dioses le ordenaron que abandonara aquel cielo y que continuara su camino hacia Italia donde le prometieron que habría de resurgir una nueva Troya. Él partió, y Dido, desesperadamente, después de haber intentado en vano retenerlo, se suicidó. 
Todo esto lo cuenta Virgilio, uniendo el tiempo de la fundación de Cartago a los errores de Eneas, en un bello anacronismo. 

Ovidio, en el tercer libro de sus Fastos, recoge que Jarbas se apoderó de Cartago tras la muerte de Dido, y que Ana, hermana de la misma, a la que llamaremos Selene, estaba ocultamente enamorada de Eneas. 

Por comodidad de la representación se finge que Jarbas, atraído por ver a Dido, se introduce en Cartago como embajador de sí mismo, bajo el nombre de Arbace.

## Números[2]
Acto primero
1. Obertura.  
2. Nº1. Coro de troyanos: Figlio di Venere di Teucro onore
3.  Recitativo: No Principessa amico
4.  Recitativo accompagnato. Scena: La Regina s'appressa
5. Nº 2. Aria: Dovrei ma no l'amor
6. Recitativo: Parte cosi cosi mi lascia Enea
7. Nº 3. Cavatina: Povero cor tu palpiti
8. Recitativo: Venga Arbace qual vuole
9. Nº 4. Marcia col Coro: Di Cartagine o bella Regina
10. Recitativo: Vedi mio rè
11. Nº 5. Duetto: Accogli o Regina le spoglie e i tesoro
12. Recitativo accompagnato: Come è altero costui
13. Nº 6. Aria: Son Regina e sono amante
14. Recitativo: Araspe alla vendetta
15. Recitativo: Per pochi istanti Enea
16. Recitativo: Ecco il rival
17. Recitativo: Siam traditi o Regina
18. Recitativo accompagnato:  Guardie costui s'arresti
19. Nº 7. Aria: Tu mi disarmi il fianco
20. Recitativo accompagnato: Enea salvo già sei
21. Nº 8. Finale primo: Morire oh dio mi vedi
Acto segundo
22. Recitativo accompagnato, Scena: Sorte crudel
23. Nº 9. Duetto: Sei vinto epur non sai
24. Recitativo: Grazie al tuo braccio
25. Recitativo accompagnato, Scena:  Inumano tiranno per tanti oltraggi
26. Nº 10. Rondó: Ah non lasciarmi nò
27. Recitativo: Regina al mio dolor
28. Recitativo accompagnato, Scena: Regina a che mi chiedi
29. Nº 11. Terzetto: Cari accenti del mie bene
30. Recitativo: Ferma Osmida ove corri
31. Nº 12. Coro e Ballo: Fra gl'inni sacri e i cantici
32. Recitativo: Compagni invitti
33. Recitativo accompagnato, Scena: E soffriro che sia
34. Nº 13. Aria con coro: Se resto sul lido
35. Recitativo accompagnato, Scena: Ah ferma ingrata Enea
36. Nº 14. Aria: Cadra fra poco in cenere
37. Recitativo: Cedi a Jarba o regina
38. Nº 15. Coro e finale: Lo stuol de'mori infidi

## Producciones[4]
| Año                 | Lugar y edificio                         | Título             | Género                | Representación   |
| ------------------- | ---------------------------------------- | ------------------ | --------------------- | ---------------- |
| 1810                | París, Teatro de las Tullerías           | La Didone          | melodrama serio       | Estreno absoluto |
| 9 de junio de 1811  | París, Teatro de las Tullerías           | Didone abbandonata | dramma in musica      | -                |
| 1812                | Dresde, Real Teatro                      | Didone abbandonata | dramma in musica      | -                |
| 7 de julio de 1814  | Londres, King’s Theatre in the Haymarket | Didone abbandonata | serious opera         | -                |
| 14 de enero de 1817 | Parma, Teatro Ducale                     | Didone abbandonata | melodramma per musica | -                |
| Primavera de 1817   | Florencia, Teatro de la Pérgola          | La Didone          | melodramma per musica | -                |